# Diode PIN
Pour les articles homonymes, voir Pin.
Une diode PIN (de l’anglais Positive Intrinsic Negative diode) est une diode constituée d'une zone non-dopée, dite intrinsèque I, intercalée entre deux zones dopées P et N.
Une diode PIN polarisée dans le sens direct (passante) offre une impédance dynamique (vis-à-vis des signaux variables) extrêmement faible. Polarisée dans le sens inverse (bloquée), elle offre une très grande impédance et surtout une très faible capacité (elle se comporte comme un condensateur de très faible valeur, quelques picocoulomb, voire bien moins encore suivant les modèles).

## Description

Schéma d'une diode PIN

En plus des couches P+ et N+ typiques d'une diode, la diode PIN possède une zone centrale I dont le dopage est très inférieur. En conséquence, cette zone N agit comme un semi-conducteur intrinsèque, c'est-à-dire non dopé, d'où le nom de "I" donné à la zone.

## Caractéristiques et particularités
Par rapport à une diode PN standard, les diode PIN (de taille similaire) présentent une meilleure tenue en tension et une capacité de jonction plus faible.
Une diode PIN polarisée en direct (dans le sens passant), se comporte comme une résistance pilotée par le courant de polarisation. La résistance équivalente est fonction de la largeur de la zone non dopée et est inversement proportionnelle au courant de polarisation.
Cette caractéristique fait que ces diodes sont utilisées comme atténuateur et interrupteur radio-fréquences : on commande le passage des hautes fréquences par le courant de polarisation.

## Utilisation

### Utilisation en radiofréquences
Ce sont des diodes de commutation rapide utilisées pour les signaux de hautes fréquences comme :
- Circuits atténuateurs[4]
- Commutateurs[4] : Par exemple pour commuter l'antenne tour à tour sur la partie émetteur puis sur la partie récepteur d'un émetteur-récepteur.
- Déphaseurs[4]
- Commutation d'inductances afin de couvrir une large gamme de fréquences sur des récepteurs multibandes (récepteurs de trafic).

### Utilisation en électronique de puissance
Ces diodes sont également utilisées en électronique de puissance. En effet, elles présentent un recouvrement faible (dû à la faible capacité de jonction) et une tension de claquage élevée.